# La Derecha
La Derecha: diario político va ser un diari reusenc que sortí el 8 d'agost de 1900 i acabà el 8 de maig de 1901.

## Història
Diari de tendència conservadora va ser fundat per Pere Nolasc Gay. En la seva presentació manifestaven que es proposaven la formació d'una dreta política a Reus en què tinguessin cabuda tots els que no estiguessin d'acord amb l'esquerra. Dos dies després, el 10 d'agost, concreten la seva proposta inicial: "Así pues, dentro de nuestro organismo político caben todos aquellos que respetando y acatando las leyes existentes rindan ferviente culto á la Religión, a la Patria, al Poder, á la Justícia, á la Autoridad y á la Libertad bien entendida y perfectamente ejercida". Després de deu mesos de publicació, el 31 de maig de 1901, anuncien la suspensió temporal del diari, amb el propòsit de reprendre la seva publicació el mes de setembre: "Cierto es que no se ha notado movimiento alguno en las clases conservadoras, pero prescindiendo de que la multiplicidad de candidaturas monárquicas impedía una concentración de fuerzas, no debe olvidarse que no se ganó Zamora en una hora". La Derecha ja no va tornar a publicar-se.
Gras i Elies diu de la publicació: "Importante publicación política fundada por el ilustre reusense D. Pedro Nolasco Gay. Vino al estadio de la prensa en 8 de agosto de 1900 y suspendió su publicación en 31 de mayo de 1901"

## Contingut
Mostren continuadament el seu desacord amb altres publicacions locals, sobretot a través dels articles inclosos en la secció "Artillería ligera" firmats per "El cabo del cañón". Els col·laboradors signen sempre amb pseudònim. El director va ser Gregorio Fernán, i hi col·laboraven E. Gómez Carrillo, Norbert Galceran, Joaquim Costa, Francesc J. Beten i altres
Va publicar un fulletó: "Extremo Oriente"
Tenia format de gran foli, amb quatre pàgines a quatre columnes, i s'imprimia a la Impremta de Carreras i Vila.

## Localització
- Es conserva una col·lecció quasi completa a la Biblioteca Central Xavier Amorós de Reus[5]